# George W. McBride

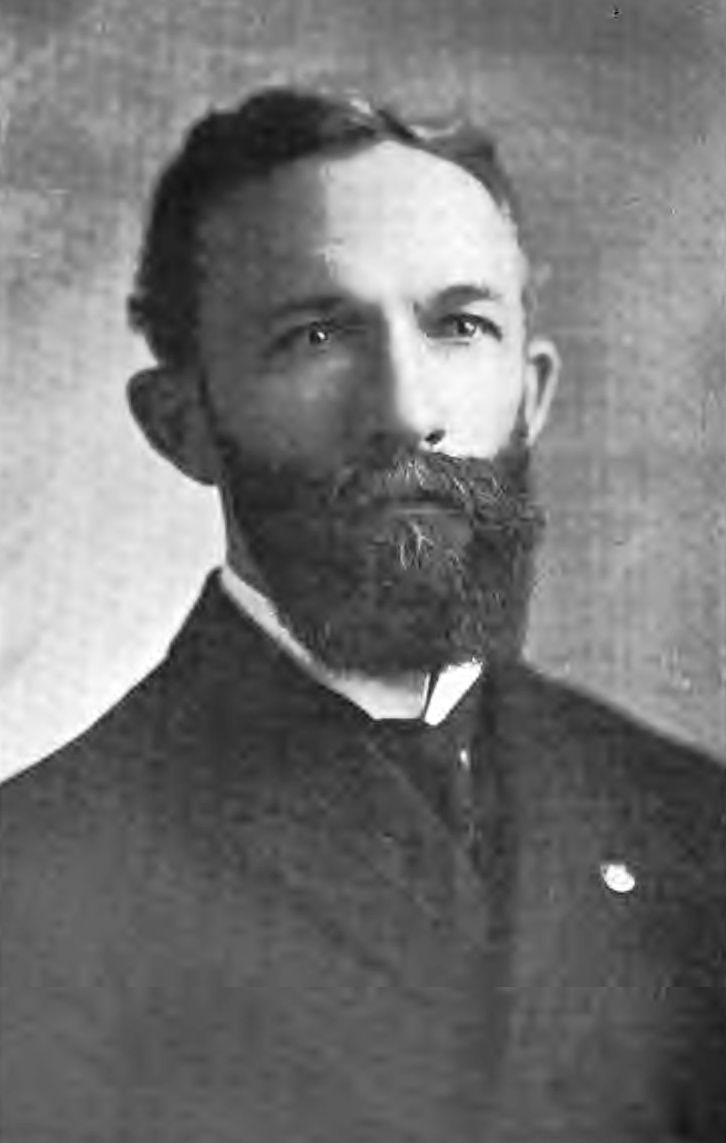
George W. McBride

George Wycliffe McBride, född 13 mars 1854 i Yamhill County, Oregonterritoriet, död 18 juni 1911 i Portland, Oregon, var en amerikansk republikansk politiker. Han representerade delstaten Oregon i USA:s senat 1895–1901.
McBride studerade vid Willamette University och Christian College (numera Western Oregon University). Han var verksam inom affärslivet i St. Helens, Oregon. Han var delstatens statssekreterare (Oregon Secretary of State) 1887–1895. Han efterträdde 1895 Joseph N. Dolph som senator för Oregon. Han efterträddes 1901 av John H. Mitchell.
Efter sin politiska karriär arbetade McBride för järnvägsbolaget Western Pacific Railroad. Han avled i Portland och gravsattes på Masonic Cemetery i Columbia County, Oregon.